# 滦河上游国家级自然保护区
滦河上游国家级自然保护区曾称木兰围场自然保护区:66，位于河北省承德市围场满族蒙古族自治县中西部:97。是为保护滦河上游生态设置的一处国家级自然保护区。
保护区地处阴山、大兴安岭和燕山余脉交会处，有森林、山脉、沟壑、湖泊、溪流、沼泽、湿地。是河北省规模最大的森林和野生动物类型保护区:65。所在区域与同属河北省木兰围场国有林场的河北木兰围场国家森林公园有重叠。

## 历史
2002年6月，经河北省林业厅批准，河北省木兰围场国有林场在滦河上游地区建立河北滦河上游自然保护区。滦河上游自然保护区又名木兰围场自然保护区，经专家建议改称滦河上游自然保护区:66。改名时间不详，2006年12月的相关文章仍称木兰围场自然保护区:461。
2008年，滦河上游自然保护区列为国家级自然保护区。保护区管理机构——滦河上游国家级自然保护区管理中心与河北省木兰围场国有林场实行“一个机构两块牌子”的管理模式。

## 地理

### 所在区域
保护区总面积50637.4公顷（或说53629.4公顷），核心区面积17753.6公顷，缓冲区面积7899.4公顷，实验区面积24984.4公顷:66:461。保护区地理坐标为：东经116°51'至117°45'，北纬41°47'至42°06':461。东以滦河支流伊逊河为界，南临庙宫水库，西接卡伦后沟牧场和郭家屯镇，北与御道口牧场管理区、棋盘山镇为邻:97。
在燕格柏乡境内，有以河北省木兰围场国有林场燕格柏林场设立滦河上游国家级自然保护区燕格柏管理区:469。
保护区开展森林生态旅游区域，分为小滦河旅游小区和转心壶旅游小区。小滦河旅游小区面积4200公顷，在五道沟、南山嘴管理站境内，又分为五道沟景区、龙潭沟景区。转心壶旅游小区面积290公顷，在围场满族蒙古族自治县西南20公里处:35。

### 地貌
保护区地处内蒙古高原和冀北山地过渡带，位于阴山、大兴安岭尾部和燕山交会处，由壩上高原、中西部深山区和东南部浅山区构成。海拔在750米至1998米之间。地势西北高、东南低:461。
总面积50637.4公顷的保护区，可分为陆地和湿地两部分。陆地面积40130公顷，占总面积79.25%，湿地面积10507公顷，占总面积20.75%。保护区有小滦河、伊玛图河、伊逊河等9条河流，均属滦河支流。最大支流是伊逊河:97。

### 植被
2006年相关研究文章提及，保护区森林总面积38465.4公顷，森林覆盖率71.8%，活立木蓄积1921324立方米。其中，林分面积36113.9公顷，蓄积1888675立方米；疏林面积1876.9公顷，蓄积32649立方米:461。
2014年、燕格柏管理区相关研究文章指出，“自2002年建立省级保护区以来，管理区内的森林资源就只进行保护，未进行必要的合理经营”，致使树木密度过大，影响树木的正常生长。同时，“林冠下没有植物生长，破坏了生物多样性”，影响大型动物（野豬、狍子、鹿等）的穿行活动:469。

### 保护对象
主要保护对象为滦河上游的自然生态环境、森林生态系统及其生物多样性和珍稀濒危的野生动植物种。区内有高等植物1691种，其中国家级保护植物12种；陆生野生动物150种，其中列入国家重点保护的动物36种。